# Gypsy (canción de Fleetwood Mac)
«Gypsy» es una canción del grupo de rock Fleetwood Mac. Stevie Nicks escribió la canción en 1979 para incluirla en su álbum debut como solista Bella Donna. Sin embargo finalmente fue usada por Fleetwood Mac para el álbum Mirage. "Gypsy" fue seleccionada como segundo sencillo de dicho álbum, luego de "Hold Me", logrando la posición #12 en la lista Billboard Hot 100 por tres semanas.

## Créditos
- Stevie Nicks – voz
- Lindsey Buckingham – guitarra, voz
- Christine McVie – piano, teclados
- John McVie – bajo
- Mick Fleetwood – batería, percusión